# 파멜라 톨라
파멜라 톨라(핀란드어: Pamela Tola, 1981년 10월 15일 ~ )는 핀란드의 배우이다.

## 출연 작품
- 아모르파티: 인생은 즐거워 (2020)
- 더 골드 디거 (2016)
- 래플랜드 오딧세이 2 (2015)
- 어 패이트리오틱 맨 (2014)
- 엘라 앤 프렌즈 (2012)
- 머스트 헤브 빈 러브 (2012)
- 래플랜드 오딧세이 (2010)
- 미녀와 망나니 (2005)
- 얼어붙은 땅 (2005)